# 林政誠
林 政誠（はやし まさなり、1756年（宝暦6年）- 1816年1月14日（文化12年12月16日））は、江戸時代中期の土佐藩上士。通称は益之丞。御馬廻役・林(池田)家の第5代当主。無双直伝英信流第12代宗家。土佐藩居合道の達人。剣術家。

## 来歴

### 生い立ち
土佐藩士・林政彬（助五郎）の二男として高知城下に生まれる。母は小倉実通(庄内)の娘。(父林政彬は、林守政(六太夫)の嫡男)
幼年より無双直伝英信流居合を、林安太夫政詡、大黒元右衛門清勝より習う。
明和8年(1771年)、土佐藩主山内豊雍の時代、武芸を以て御目見仰せ付けられ、その後、兄・林政長(六之丞)の養子となる。
安永7年閏7月14日(1778年8月6日)、兄・林政長(六之丞)が江戸勤番の在勤中に病死。

### 跡目相続以降
安永8年1月21日(1779年3月8日)、養父(兄)跡目知行高150石の内、130石を下し置かれ、格式はそのまま御馬廻を仰せ付けられる。
同年7月28日(太陽暦9月8日)、大御扈従を仰せ付けられる。
天明元年5月29日(1781年6月20日)、大御扈従を差除き御馬廻を仰せ付けられる。
同7年8月4日(1787年9月15日)、御山奉行 御材木方を仰せ付けられる。
寛政元年6月29日(1789年7月21日)、土佐藩江戸上屋敷を御作事につき、右御用を仰せ付けられる。
同年10月21日(太陽暦12月7日)、土佐藩主山内豊策の時代、禁裏御造営につき、御献上御材木御用筋につき、阿州撫養へ差立てられ、大坂において右を御引渡しの節、御用を仰せ付けられ、彼地より直に大坂へ差し立てる旨を仰せ付けられる。
同年11月23日(1790年1月8日)、出足。翌年8月1日(1790年9月9日)、帰藩。
同3年1月22日(1791年2月24日)、昨年御献上御材木に就き、御用仕成方を始め阿州撫養、大坂表などへ差し立てられ御渡し方までの心配り宜しく相勤め、御献上を御首尾よく相済ませたことにつき、御祝儀白銀三枚を成し遣わされる。
同5年5月28日(1793年7月6日)、土佐藩江戸上屋敷を新御作事御用材木仕成を仰せ付けられたが、御成就に至り、右御用精出相勤め候につき、白銀壱枚を成し遣わされる。
同年10月9日(1793年11月12日)、役方を精を出し相勤めていた事を賞せられ役領知20石を下し置かれる。
同6年10月9日(1794年11月1日)、江戸御留守御内用役御物頭格を仰せ付けられ、役領知70石を下し置かれ、尤も従来の役領知は除かる。
同7年5月4日(1795年6月20日)、江戸で今般、御姫様御誕生につき御用向き滞り無く相勤め候につき、今日御七夜御祝儀として金子300両を成し遣わされた。
同8年10月7日(1796年11月6日)、昨年御先代様の重き思召しを以て御政事御改革を仰せ出され、当年にて御年限満了となったため、一同御意を厚く引受け奉り、精を出し相勤めたことを、御満足に思召され白銀五枚を成し遣わされた。
同9年7月6日(1797年7月29日)、江戸で土佐藩江戸上屋敷の御奥向御用、但し貞明院様御用とも兼勤を仰せ付けられる。
同11年(1799年)、二之丸御修の後の御手伝いの元締役を仰せ付けられ、尤も江戸表に罷り在りにつき書附を以て仰せ付けらる。
同12年1月9日(1800年2月2日)、江戸で先般の御手伝い首尾よく為し済ませたことにより、御祝儀、御料理を成し遣わされた。
同年2月13日(1800年3月8日)、江戸で当役を以て柄弦御指物役を仰せ付けられ、増役領知50石を下し置かれた。
享和元年4月27日(1801年6月8日)、江戸で土佐藩江戸上屋敷の御奥向御用兼勤を仰せ付けられていたが、右兼勤御免仰せ付けられる。
同2年3月1日(1802年4月3日)、江戸で御供達御内用役を仰せ付けられ、柄弦御指物役領知とも従来の通り、但し江戸御軍備御用兼帯を仰せ仰せ付けられる。尤も来年まで直詰め仰せ付けられたので、白銀10枚成し遣わされる。
文化4年2月11日(1807年3月19日)、江戸で従来の役領知の内、50石御加増を引き置かれ、70石はそのまま役領知として下し置かれる。但し、来春まで詰め越すことを仰せ付けられた。
同年6月22日(太陽暦7月27日)、江戸で先達て上屋敷の新御作事御用引受を仰せ付けられていたが、精を出し相勤め、此の度、御成就となり、御祝式となったので、御祝儀白銀五枚と御吸い物を賜る。
同5年2月6日(1808年3月2日)、土佐藩主山内豊興の時代、江戸で当勤事を以て、御隠居様附き御側物頭兼帯を仰せ付けられ、江戸御軍備御用は差免れた。
同年3月4日(太陽暦3月30日)、江戸で今般御願の通り、御隠居様御家督を万端御首尾よろしく為し済まされ、右御用引受を仰せ付けられたが、滞り無く相勤めたことにより、御祝儀として白銀3枚を下し置かれた。
同年6月4日(太陽暦6月27日)、先達て藤並明神の御宮を御建立に付き、厚く存じ入り、寸志を差出した事に対し、御受納あらせられ、御満足に思召され御褒詞を賜る。
同年12月14日(1809年1月29日)、御隠居様御内用役、柄弦御指物役兼帯役ともに差退役となり、役領知を除かれ御馬廻を仰せ付けられる。
同10年2月15日(1813年3月17日)、土佐藩主山内豊資の時代、土佐国幡多郡奉行、中村定詰、柄弦御指物役を仰せ付けられ、役領知70石を下し置かれる。
同12年7月27日(1815年8月31日)、病障につき、右役を差し免がれ、役領知を除かれ、御馬廻を仰せ付けられる。
同年12月16日(1816年1月14日)病死。享年60歳。法名は音聲院釋自然道脱居士。
墓は高知県高知市薊野（東真宗寺山の北側、勤労病院南駐車場東側上）にあり。
政誠が大黒元右衛門秦清勝から授かった居合の伝書は、依田萬蔵敬勝に伝えられた。

## 家族
- 五世祖父：池田政久(権吉郎) - 長宗我部元親に仕へ、土佐国土佐郡布師田村を知行。のち浪人して長岡郡大津村に籠居[4]。
  - 高祖父：池田政友(市兵衛) - 大津村に住居[4]。
    - 曾祖父：林政良(五左衛門) - 名字を「林」に改む[4]。
    - 曾祖母：澤村全庵の妹
      - 祖父：林守政(六太夫) – 無双直伝英信流 第9代[6][3]
      - 祖母：大黒勝盛(茂左衛門)の娘
        - 義伯父：林政詡(安太夫) – 無双直伝英信流 第10代 - (実は安田道玄(本名：池田陳年)の次男[4][7][8])
        - 義伯母：林守政(六太夫)の娘
        - 父：林政彬(助五郎)
        - 母：小倉実通(庄内)の娘
          - 兄：林政長(六之丞) - 林政詡の養子となる[6]
          - 兄嫁：花井義久(半助)の娘 - 離別
          - 兄嫁(後妻)：市原辰顕(弥左衛門)の娘
            - 甥：林政敬(弥太夫) - 林政誠の養子となる[9]
            - 甥の妻：林政誠の娘

          - 本人：林政誠(益之丞) - 兄・林政長の養子となる[6]
          - 妻：高屋長英(尉左衛門)の三女
            - 嫡男：池田和太夫政承(前名：林八郎次政承[10])
            - 娘：林政敬(弥太夫)の妻
            - 婿養子：林政敬(弥太夫) 
              - 孫：林政治(典膳)
              - 孫の妻：松井正誼の娘[1]
                - 曾孫：林政護(益之丞)
                - 曾孫：板垣退助の初妻[4][3]

          - 弟：林政直(又八) - 早世

        - 叔父：足達正靖(甚三郎) - 小栗流和術・足達正藹(茂兵衛)の養子となる[4]

      - 大叔父：林政信(与太夫)
        - 大叔父の養子：林政久(八太夫) - 実は幸野仁右衛門の次男[4]

## 補注
1. 1 2 3 4 5  『土佐の墓(1)』山本泰三著、土佐史談会、1987年(昭和62年)、90頁
2. ↑  『無雙直傳英信流居合に就いて』中西岩樹著、土佐史談、1933年(昭和8年)による。
3. 1 2 3  “『板垣精神 -明治維新百五十年・板垣退助先生薨去百回忌記念-』”.   一般社団法人 板垣退助先生顕彰会 (2019年2月11日). 2020年9月1日閲覧。
4. 1 2 3 4 5 6 7 8 9 10 11 12 13 14 15 16 17 18 19 20 21 22 23 24 25 26 27 28 29 30 31 32  『御侍中先祖書系圖牒』旧山内侯爵家蔵
5. ↑  『師伝芥考・土佐の英信流』岩田憲一著、1984年(昭和59年)
6. 1 2 3  『土佐武道史話』平尾道雄著、1961年、高知新聞社
7. ↑  『土佐遺事雑纂(下)』、第66條【安田道玄】項参照
8. ↑  『土佐医学史考』平尾道雄著
9. ↑  『無双直伝英信流居合兵法叢書』河野百錬著
10. ↑  『教授館總宰餘業記録』